# バロー豊橋店
スーパーマーケットバロー豊橋店（スーパーマーケットバローとよはしてん）は愛知県豊橋市に所在し、株式会社バローが管理・運営するスーパーマーケットである。

## 概要
同名称のスーパーマーケットを核テナントに据え、20の専門店を有するショッピングセンター形式である。
2006年2月に閉店したジャスコシティ豊橋の後継として建て替えられ2007年4月19日に開店した。

## 主要テナント
詳細は公式ウェブサイトを参照

## 交通アクセス

### 自動車
- 860台の駐車場

### 鉄道
- 豊橋鉄道渥美線柳生橋駅（徒歩約5分）

### 路線バス
- 豊鉄バス柳生橋バス停下車。（徒歩約5分）

### 自転車
- 駐輪場

## 周辺のバローグループの店舗
- バロー牟呂店
- バロー豊川店
- バロー新城店